# Данилин, Максим Николаевич
Макси́м Никола́евич Дани́лин (род. 26 мая 2001, Новомосковск, Тульская область) — российский футболист, нападающий любительского клуба «10».

## Биография
Начал заниматься футболом в новомосковской ДЮСШ «Химик» под руководством тренера Сергея Новикова. В августе 2014 года получил приглашение в академию московского ЦСКА, где его тренером стал Евгений Варламов.
В 2017 году, после того как в ЦСКА Данилина сочли не имеющим больших перспектив, перебрался в академию московского «Динамо». Тренировался под руководством Вадима Гаранина, Николая Ковардаева, Дмитрия Половинчука и Виталия Гришина.
С лета 2018 года выступал за молодёжную команду «Динамо». За два сезона провёл в её составе 40 матчей, забил 9 мячей. В сезоне-2019/20 стал лучшим снайпером команды и завоевал золотую медаль первенства молодёжных команд премьер-лиги.
9 июля 2020 года дебютировал в составе главной команды «Динамо», выйдя на замену на 67-й минуте матча 27-го тура чемпионата России против екатеринбургского «Урала» (1:2).
Сезон 2020/2021 начал в московском «Динамо-2», выступающем во Втором дивизионе.
26 февраля 2021 года был арендован брянским «Динамо».
6 сентября 2021 года на правах аренды пополнил состав клуба «Нефтехимик».
31 августа 2022 года был отправлен в очередную аренду в «Торпедо-2».
4 июля 2023 года подписал трёхлетний контракт с московским «Торпедо».
13 сентября 2023 года на правах аренды присоединился к ивановскому «Текстильщику». В первом же матче за красно-черных в рамках Кубка России отметился забитым голом в ворота вологодского «Динамо» (2:1).

## Статистика выступлений
| Выступление             | Выступление       | Выступление      | Лига | Лига | Кубки | Кубки | Итого | Итого |
| Клуб                    | Лига              | Сезон            | Игры | Голы | Игры  | Голы  | Игры  | Голы  |
| ----------------------- | ----------------- | ---------------- | ---- | ---- | ----- | ----- | ----- | ----- |
| Динамо (Москва)         | РПЛ               | 2019/20          | 2    | 0    | 0     | 0     | 2     | 0     |
| Динамо (Москва)         | Итого             | Итого            | 2    | 0    | 0     | 0     | 2     | 0     |
| → Динамо-2 (Москва)     | ПФЛ               | 2020/21          | 15   | 3    | —     | —     | 15    | 3     |
| → Динамо-2 (Москва)     | Итого             | Итого            | 15   | 3    | —     | —     | 15    | 3     |
| → Динамо (Брянск)       | ФНЛ               | 2020/21          | 11   | 2    | 0     | 0     | 11    | 2     |
| → Динамо (Брянск)       | Итого             | Итого            | 11   | 2    | 0     | 0     | 11    | 2     |
| → Нефтехимик            | Первый дивизион   | 2021/22          | 9    | 2    | 0     | 0     | 9     | 2     |
| → Нефтехимик            | Итого             | Итого            | 9    | 2    | 0     | 0     | 9     | 2     |
| → Торпедо (Москва)      | РПЛ               | 2022/23          | 2    | 0    | 0     | 0     | 2     | 0     |
| → Торпедо (Москва)      | Итого             | Итого            | 2    | 0    | 0     | 0     | 2     | 0     |
| → Торпедо-2             | Вторая лига       | 2022/23          | 20   | 4    | —     | —     | 20    | 4     |
| → Торпедо-2             | Итого             | Итого            | 20   | 4    | —     | —     | 20    | 4     |
| → Текстильщик (Иваново) | Вторая лига («А») | 2023/24          | 7    | 1    | 2     | 1     | 9     | 2     |
| → Текстильщик (Иваново) | Итого             | Итого            | 7    | 1    | 2     | 1     | 9     | 2     |
| Broke Boys              | МФЛ               | 2024             | —    | —    | 2     | 0     | 2     | 0     |
| Broke Boys              | Итого             | Итого            | —    | —    | 2     | 0     | 2     | 0     |
| Всего за карьеру        | Всего за карьеру  | Всего за карьеру | 66   | 12   | 4     | 1     | 70    | 13    |

## Достижения
«Динамо» (Москва)
- Победитель молодёжного первенства России: 2019/20
- Бронзовый призёр молодёжного первенства России: 2018/19
- Итого: 1 трофей